# Andrej Mezin
Andrej Mezin, född 8 juli 1974 i Tjeljabinsk i dåvarande Sovjetunionen, är en ishockeymålvakt från Vitryssland som vaktade målet för Vitryssland mot Sverige i kvartsfinalen under de olympiska vinterspelen 2002 som Vitryssland mycket överraskande vann.
Mezin deltog även i de olympiska vinterspelen 1998 och har spelat nio VM-turneringar för sitt land och ingick i den senaste turneringens (2006) all-star lag. På klubbnivå började han sin karriär i Nordamerika i bland annat AHL. Senare har han spelat några säsonger i den tyska högsta ligan DEL för bland annat Eisbären Berlin. Numera[när?] spelar han i den ryska ligan.
Mezin har utsetts till den bästa vitryska ishockeyspelaren fyra gånger: 1998, 1999, 2005 och 2006.